# Palmview, Texas
Palmview là một thành phố thuộc quận Hidalgo, tiểu bang Texas, Hoa Kỳ. Năm 2010, dân số của xã này là 5460 người.

## Dân số
- Dân số năm 2000: 4107 người.
- Dân số năm 2010: 5460 người.